# Barañáin
Barañáin település Spanyolországban, Navarra autonóm közösségben. Barañáin Pamplona, Olza és Zizur Mayor községekkel határos. Lakosainak száma 19 606 fő (2024).

## Népesség
A település népessége az elmúlt években az alábbi módon változott:
| Lakosok száma | 21 492 | 22 071 | 21 844 | 22 110 | 21 444 | 20 458 | 20 124 | 20 199 | 19 537 | 19 606 |
|               | 2001   | 2004   | 2007   | 2009   | 2012   | 2014   | 2017   | 2019   | 2022   | 2024   |